# Przez ciemne zwierciadło
Przez ciemne zwierciadło (ang. A Scanner Darkly) – powieść z gatunku science fiction Philipa K. Dicka z roku 1977. Fabuła, zawierająca częściowo elementy autobiograficzne, osadzona jest w dystopijnym hrabstwie Orange w Kalifornii, w niedalekiej przyszłości. Tematy oscylują wokół problemów związanych zażywaniem narkotyków i ich subkulturą.

## Fabuła
Protagonista Bob Arctor, członek domowej grupy narkomanów, jest także tajnym agentem znanym jako Fred, którego zadaniem jest śledzenie mieszkających z nim współlokatorów. Arctor/Fred ukrywa swoją tożsamość zarówno przed subkulturą narkotykową, jak i przed policją. (Jednym z założeń wydziału jest anonimowość agentów, która ma zapobiegać zmowom i innym formom korupcji, co okazuje się być później jednym z centralnych elementów fabuły powieści). Początkowo jedynie udając narkomana, Arctor uzależnia się od Substancji A (także określanej jako „wolna śmierć”, „śmierć”, lub „A”), która jest mocnym psychoaktywnym narkotykiem, pozyskiwanym z niewielkiej niebieskiej rośliny, zwanej Mors ontologica.
Rozdarty wewnętrznie Arctor kocha się w Donnie, będącej dealerką narkotyków, i zamierza przez nią dotrzeć do wysoko postawionych handlarzy substancji. Jej regularne zażywanie sprawia, iż obie półkule mózgu zaczynają funkcjonować niezależnie od siebie. Po serii testów psychologicznych jak i sprawdzających obecność narkotyków w organizmie, przełożeni Arctora stwierdzają, iż ten nie jest już w stanie wykonywać swojej pracy. Donna zabiera go do kliniki rehabilitacyjnej „New-Path” w momencie, gdy Arctor zaczyna odczuwać skutki odstawienia substancji. Okazuje się, że przez cały czas była ona tajnym agentem i uczestniczyła w policyjnej operacji, mającej na celu infiltrację New-Path i ustalenie pochodzenia środków finansowych korporacji. Bez wiedzy i zgody Arctora został on wyznaczony do misji penetracji podejrzanej organizacji.
W ramach rehabilitacji i odwyku imię protagonisty zostaje zmienione na Bruce, a on sam jest zmuszany do uczestnictwa w okrutnych grach zbiorowych, mających na celu złamanie woli pacjentów. Fabuła powieści kończy się obrazem Bruce’a, który pracuje na farmie New-Path i zmaga się z różnymi formami poważnych kognitywnych deficytów umysłowych, powstałych w następstwie odłożenia narkotyków. Protagonista chowa w swoim bucie kwiatek, by przekazać go „przyjaciołom” – agentom udającym narkomanów w New-Path w Los Angeles.

## Elementy autobiograficzne
Przez ciemne zwierciadło to powieść z kluczem bazująca na doświadczeniach Dicka związanych z subkulturą narkotykową lat 70. Sam autor mówił, iż wszystko co zawarte w książce widział właściwie na własne oczy.
Sylwetka Donny była zainspirowana znajomością z nastolatką, z którą Dick związał się około 1970 roku. Choć prawdopodobnie nigdy nie byli kochankami, towarzyszyła autorowi do początku roku 1972, kiedy wyjechał do Kanady, by wygłosić przemówienie w Vancouver na odbywającym się tam zjeździe pisarzy science fiction. Referat zatytułowany Androidy i ludzie służył potem jako baza dla różnych motywów i tematów jego powieści. Innym punktem zwrotnym w tym czasie było domniemane włamanie do domu pisarza i kradzież dokumentów.
Doświadczenia Dicka ze środowiska narkotykowego pozwoliły mu uchwycić język, rozmowy i całą subkulturę lat 60. z niepowtarzalną klarownością. To zagadnienie zostało bliżej wyjaśnione w posłowiu, gdzie twórca dedykuje książkę przyjaciołom, którzy cierpieli z powodu wyniszczenia organizmu, bądź którzy zmarli w wyniku zażywania narkotyków. Epilog odzwierciedla mimowolne pożegnania, które przewijają się przez całą fabułę, ukazuje nieodwracalne zmiany i wypalenie się młodych ludzi, którzy mieszkali z Dickiem w tym okresie.
Po wygłoszeniu referatu Androidy i ludzie Dick został członkiem kanadyjskiego programu odwykowego X-Kalay, który okazał się mało skutecznym. Uczestnictwo autora zostało sportretowane w książce z 1988 roku pt. The Dark-Haired Girl (kolekcja listów i dzienników z tego okresu, w większości o charakterze miłosnym). Owe doświadczenia były prawdopodobnie powodem, dla którego klinika w powieści została przedstawiona z tak dużym kolorytem i dokładnością. Wykonując prace dla placówki X-Kalay, Dick rozwinął pomysł centrów odwykowych wykorzystywanych potajemnie do produkcji narkotyków (stąd książkowa klinika New-Path).

## Powstanie i publikacja
Przez ciemne zwierciadło było jedną z niewielu powieści Dicka, które powstawały w dłuższym przedziale czasowym. W lutym 1973 r. autor, który odstawił narkotyki, przygotował pełny zarys książki, udowadniając iż efekty uzależniania od amfetaminy były jedynie natury psychosomatycznej. Pierwsza wersja powieści powstała w marcu. Prace nad nią jednak szybko zostały spowolnione z uwagi na nową rodzinę oraz chęć ukończenia utworu Płyńcie łzy moje, rzekł policjant, który został ostatecznie wydany w 1974 roku i otrzymał prestiżową nagrodę Johna W. Campbella. Dodatkowo autor był pochłonięty tajemniczymi, mistycznymi doświadczeniami z początku roku 1974, które ostatecznie posłużyły jako podstawa do napisania VALIS. Zajmował się on również nieopublikowanym dziennikiem Exegesis, scenariuszem do filmowej adaptacji Ubika z 1969 roku, lekturą innych książek oraz współpracował z Rogerem Zelaznym nad Deus Irae.
Z uwagi na dużą ilość autobiograficznych wątków, wiele elementów książki było bardzo trudnych do opisywania dla autora. Tessa Dick, piąta żona pisarza, wyznała, iż często o wschodzie słońca widziała męża we łzach po całej nocy spędzonej przy pisaniu. W udzielonym wywiadzie mówiła: „Kiedy był związany ze mną, napisał Przez ciemne zwierciadło w niespełna dwa tygodnie, ale razem spędziliśmy trzy lata przerabiając książkę”. Stwierdziła także, iż „była związana z procesem twórczym (powieści)”. W późniejszym okresie Tessa potwierdziła raz jeszcze tę informację mówiąc, iż „uczestniczyła w pisaniu powieści” i że „uważa siebie za cichą współautorkę”. Philip w kontrakcie zapisał jej połowę praw do utworu oraz umieścił w nim notę, iż „Tessa razem za mną w dużej mierze brała udział tworzeniu zarysu książki jak i samej powieści Przez ciemne zwierciadło i jestem jej winien połowę przychodów uzyskanych ze sprzedaży dzieła”."
Dużym wyzwaniem było przekształcenie prawdziwych zdarzeń w motywy science fiction, gdyż sam autor uważał, że sprzedaż powieści z głównego nurtu literackiego byłaby trudna. Nieocenioną pomocą w tym względzie okazała się Judy-Lynn Del Rey, szefowa jednego z wydziałów wydawnictwa Ballantine Books, które zakupiło prawa do książki. Del Rey zasugerowała, aby zmienić czas akcji powieści na 1994 rok i pomogła w eksponowaniu jej futurystycznych elementów jak choćby kombinezonu maskującego Freda, co było związane z jednym z mistycznych przeżyć autora. W dialogach z udziałem różnych charakterów można było dostrzec elementy slangu hippisów, co wskazywało, że wydarzenia w książce naprawdę dzieją się w latach 1970-72.
W momencie publikacji w 1977 powieść została okrzyknięta przez Stowarzyszenie Bibliotek Amerykańskich najlepszą dotychczasową pracą autora. Brian Aldiss określił ją jako „najlepszą książkę roku”, podczas gdy Robert Silverberg chwalił jej „demoniczną intensywność” oraz uznał ją za „arcydzieło gatunku”. Sprzedaż była proporcjonalna do statusu literatury SF w Ameryce, ale pojawiły się również wydania w twardych okładkach w Europie, gdzie prace Dicka były ciepło przyjmowane. Powieść nie otrzymała nagród Hugo i Nebula, lecz została wyróżniona przez brytyjskie stowarzyszenie BSFA w 1978 roku jak i przez jego francuski odpowiednik Graouilly d'Or w 1979. Była także nominowana do nagrody Campbella w 1978.

## Adaptacje
Animowany film Przez ciemne zwierciadło został wydany w lipcu 2006 roku. W rolę Freda/Boba Arctora wcielił się Keanu Reeves, Winona Ryder grała Donnę, w produkcji można także zobaczyć Roberta Downey Juniora i Woody'ego Harrelsona. Reżyserem filmu był Richard Linklater.